# Дивертикулум мокраћне бешике
Дивертикулум мокраћне бешике је „кила слузокоже мокраћне бешике кроз мишићна влакна њеног зида,“  која настаје због измењене структуре у виду танких зидова мокраћне бешике која се због тога слабо празни током мокрења. 
Дивертикули мокраћне бешике су урођене или стечене промене. Учесталост урођених дивертикула мокраћне бешике је 1,7% и достиже врхунац код деце млађе од 10 годин. У око 90% промене се налазе горе и споља у односу на отвор уретера у близини везикоуретеричног споја. За разлику од стеченог облика код одраслих, у коме је скоро увек присутна опструкција излазног отвора или неурогена дисфункција, урођене дивертикули бешике су резултат хипоплазије мишићног слоја зида мокраћне бешике.
Дивертикули мокраћне бешике се обично јављају као случајни налази на снимању током испитивања симптома доњег уринарног тракта, хематурије или уринарне инфекције.